# Disposable-Soma-Theorie
Die Disposable-Soma-Theorie (Soma = ‚Körper des Menschen‘; engl. disposable soma = „Wegwerfkörper“) ist eine 1977 von dem englischen Biologen Tom Kirkwood aufgestellte Theorie zur Evolution des Alterns.

## Beschreibung
Das Altern ist eines der am wenigsten verstandenen Phänomene der Biologie. Verschiedene Theorien wurden aufgestellt, um dieses Phänomen zu erklären. Eine davon ist die Disposable-Soma-Theorie von Thomas Kirkwood.
Die Energieressourcen für einen Organismus sind stets begrenzt. Um diese knappen Ressourcen konkurrieren verschiedene Phasen des Lebens miteinander. Bei der Verteilung der Energieressourcen müssen Kompromisse eingegangen werden. Gebraucht wird die Energie für den Stoffwechsel, die Reproduktion und für Reparatur und Instandhaltung des Körpers (körperliche Integrität). Ein Organismus kann nach Kirkwood entweder in die Langlebigkeit des Körpers (Soma) oder in eine hohe Reproduktionsrate investieren. Beide Prozesse konkurrieren um die aufgenommenen Nährstoffe. Was der eine Prozess aufnimmt, steht dem anderen nicht mehr zur Verfügung. Es besteht ein energetisch-physiologischer Konflikt (trade-off) zwischen Investition in Fertilität einerseits und in Sicherung der körperlichen Integrität andererseits.
Aufgrund dieses energetischen Dilemmas investiert ein Organismus nur so viel und nur so lange Energie in die Aufrechterhaltung des Somas, dass Überleben und Fortpflanzung gesichert sind. Jede darüber hinausgehende Investition würde bei der Reproduktion fehlen, wodurch der gesamte Reproduktionserfolg sinken würde. Dies würde aber unter einer negativen Selektion stehen. Der Kompromiss bei der Energieallokation für Reparaturfunktionen führt dazu, dass der Körper allmählich mit zunehmendem Alter verfällt.
Der Term Disposable Soma (Wegwerfkörper) wurde in Analogie zu Wegwerf/Einweg-Produkten gebildet, die, da sie nur eine begrenzte Zeit gebraucht werden, nur wenig beständig sind.

## Rezeption
Die Disposable-Soma-Theorie versucht, den Alterungsprozess von Organismen auf der Basis der Evolutionstheorie zu erklären. Für die Weitergabe von Genen kann die Investition in Fortpflanzungsstrategien ökonomischer sein als die Investition in Strategien zur Langlebigkeit. Der Körper eines Organismus und der des Menschen ist für Fortpflanzung (Reproduktion) und Aufzucht des Nachwuchses optimiert. Altern, Krankheiten und Tod sind dabei Begleiterscheinungen. Gesundheit im Alter und Langlebigkeit sind keine Ziele der Evolution. Wenn die Reproduktion vollzogen und der Nachwuchs selbstständig ist, gibt es aus evolutionärer Sicht keine Notwendigkeit für ein Weiterleben des Organismus. Der Körper (Soma) wird dadurch disponibel.
Die Theorie hat einige Schwächen. So müsste sich beispielsweise eine drastische Einschränkung der Energiezufuhr sowohl auf die Reproduktion als auch auf die Lebensdauer eines Organismus negativ auswirken. Bei einer Vielzahl von Versuchen mit Modellorganismen und eingeschränkter Gabe von Nahrung (Kalorienrestriktion oder Intermittierendem Fasten) wurde zwar ein deutlicher Rückgang der Fruchtbarkeit der Versuchstiere beobachtet, aber auch eine signifikante Erhöhung ihrer Lebenserwartung.